# Штольцман, Ричард
Ричард Штольцман (англ. Richard Stoltzman; род. 12 июля 1942, Омаха, штат Небраска) — американский кларнетист.

## Биография
Вырос в Сан-Франциско и Цинциннати, окончил среднюю школу Вудворд, получил диплом бакалавра по математике и музыке в Университете штата Огайо. По завершении формального образования занимался ещё частным образом у Калмена Оппермана.
В репертуаре Штольцмана — широкий круг академической музыки для кларнета. Он дважды становился обладателем премии Грэмми в номинации «За лучшее исполнение камерной музыки»: этой награды были удостоены запись Штольцманом (с пианистом Ричардом Гудом) сонат для кларнета и фортепиано Брамса (1983) и альбом кларнетных трио Моцарта, Бетховена и Брамса, с пианистом Эмануэлем Аксом и виолончелистом Йо-Йо Ма (1996). Несколько реже Штольцман выступает с джазовым репертуаром и обработками джазовой музыки для симфонического состава.
В 1986 г. Ричарду Штольцману была присуждена Премия Эвери Фишера.